# 145th Street (linea IRT Broadway-Seventh Avenue)
145th Street è una fermata della metropolitana di New York, situata sulla linea IRT Broadway-Seventh Avenue. Nel 2019 è stata utilizzata da 2 936 613 passeggeri. È servita dalla linea 1, attiva 24 ore su 24.

## Storia
La stazione venne costruita dall'Interborough Rapid Transit Company (IRT) come parte della prima linea metropolitana sotterranea della città di New York. Fu aperta il 27 ottobre 1904.

## Strutture e impianti
La stazione è sotterranea, ha due banchine laterali e tre binari, i due esterni per i treni locali e quello centrale per i treni espressi. È posta al di sotto di Broadway e non ha un mezzanino, ognuna delle due banchine ospita infatti un gruppo di tornelli con le scale che portano all'incrocio con 145th Street.

## Interscambi
La stazione è servita da alcune autolinee gestite da NYCT Bus.
- Fermata autobus